# Gregor Hradetzky
Gregor Hradetzky (n. 31 ianuarie 1909, Krems, Austria Inferioară, Austro-Ungaria – d. 29 decembrie 1984, Bad Kleinkirchheim⁠(d), Carintia, Austria) a fost un sportiv ce a reprezentat Austria, medaliat olimpic. A participat la o ediție a Jocurilor Olimpice (1936) în care a câștigat o medalie de aur.

## Participări
Lista de mai jos prezintă principalele competiții la care a participat Gregor Hradetzky de-a lungul carierei.
- Olympische Sommerspiele 1936/Kanu – Einer-Kajak 1000 m (Männer)[*]